# Landstingsvalen i Sverige 1926
Landstingsvalen i Sverige 1926 genomfördes i september 1926. Vid detta val valdes landsting för mandatperioden 1927–1930 i samtliga län. Valet påverkade också på sikt första kammarens sammansättning.

## Valresultat
| Parti                | Parti                        | Röster             | Röster | Röster | Mandatfördelning | Mandatfördelning |
| Parti                | Parti                        | Antal              | %      | +− %   | Antal            | +−               |
| -------------------- | ---------------------------- | ------------------ | ------ | ------ | ---------------- | ---------------- |
|                      | Socialdemokraterna           | 458 293            | 38,0   | +8,0   | 441              | +97              |
|                      | Allmänna valmansförbundet    | 323 754            | 26,9   | -3,3   | 326              | -41              |
|                      | Frisinnade folkpartiet       | 179 045            | 14,8   | -4,0   | 161              | -32              |
|                      | Bondeförbundet               | 172 394            | 14,3   | -0,2   | 164              | +2               |
|                      | Sveriges kommunistiska parti | 40 109             | 3,3    | -1,1   | 14               | -18              |
|                      | Liberala riksdagspartiet     | 28 594             | 2,4    | +2,4   | 20               | +20              |
|                      | Övriga partier               | 3 087              | 0,3    | —      | 0                | —                |
| Antal giltiga röster | Antal giltiga röster         | 1 205 276          | 100,0  |        | 1 126            | +4               |
| Ogiltiga röster      | Ogiltiga röster              | 3 174              |        |        |                  |                  |
| Totalt               | Totalt                       | 1 208 450 (48,8 %) |        |        |                  |                  |